# Condado de Derry
O Condado de Derry ou Condado de Londonderry (em irlandês: Contae Dhoire) é um dos seis condados da Irlanda do Norte, na província de Ulster. O seu nome deve-se à sua principal cidade - e, mais tarde cidade e centro administrativo - Derry (Londonderry), que se situa no noroeste do condado.
O ponto mais alto do condado é a Montanha Sawel (678 m) na fronteira com o Condado de Tyrone. Sawel faz parte das Montanhas Sperrin, que dominam a parte sul do condado. Para o leste e o oeste, a terra cai nos vales dos rios Bann e Foyle, respectivamente, no sudeste do país, o condado atinge as margens do Lago Neagh, que é o maior lago na Irlanda, no norte do condado e é distinguido pelas suas escarpas íngremes, sistemas de dunas e pelas notáveis praias na costa atlântica.
O condado tem uma série de importantes edifícios e paisagens, incluindo as bem-conservadas muralhas de Derry, datadas do século XVII, a National Trust Plantação de Springhill; o Templo Musseden com as suas vistas espectaculares sobre o Atlântico, os diques, a orla costeira e a possibilidade de observação de santuários de aves sobre a costa oriental do Estuário de Foyle; e Bellaghy, perto da casa de infância do Nobel Seamus Heaney. No centro do condado situam-se florestas caducifólias antigas em Banagher e Ness Wood, onde o rio Burntollet tem no seu curso, as maiores cataratas da Irlanda do Norte.

## Personalidades
- Seamus Heaney (1939-2013), prémio Nobel da Literatura de 1995